# Bougarabou

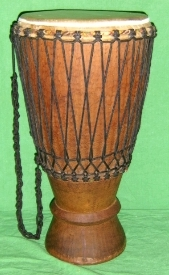
Bougarabou aus der Elfenbeinküste

Bougarabou, auch bugarabu, bugáar, bucarabu, bugorobu, ist eine afrikanische Bechertrommel, die üblicherweise in einem Set von drei bis vier Trommeln gespielt wird.
Ursprünglich in Gambia und in der Casamance verwendet, wird die bougarabou mittlerweile in verschiedenen westafrikanischen Ländern hergestellt. Die besten Klangeergebnisse erzielen dabei Harthhölzer wie Win, Iroko und afrikanisches Mahagoni. Als Bespannung wird ein behaartes Rinderfell verwendet. Der Klang ist warm und melodiös, ähnlich dem der lateinamerikanischen Conga. Deswegen wird die bougarabou auch häufig African conga genannt. Das Fell wird mittels Seilknüpftechnik, die mit der Djembé-Spanntechnik identisch ist, aufgespannt und gestimmt.
Sie wird traditionell von den Diola gespielt, die hauptsächlich in der Casamance, dem südlichen Teil des Senegal, in Gambia und in Guinea-Bissau leben.